# Foho Manometa
Der Foho Manometa ist ein osttimoresischer Hügel in der Aldeia 1 de Setembro (Suco Vila Verde, Verwaltungsamt Vera Cruz, Gemeinde Dili), südwestlich der Avenida de Balide, etwa anderthalb Kilometer von der Nordküste Timors entfernt. Der Hügel hat eine Höhe von 331 m. Die Besiedlung der Landeshauptstadt Dili nimmt bereits einen Großteil des Hügels ein. Trotz seiner geringen Höhe fällt er aufgrund seiner Prominenz auf, die ihm als Startpunkt einer Hügelkette von den folgenden Höhen abtrennt. Nach Süden führt die Hügelkette zum Foho Lebometa und weiter bis in die Gemeinde Aileu.